# Kinbaku

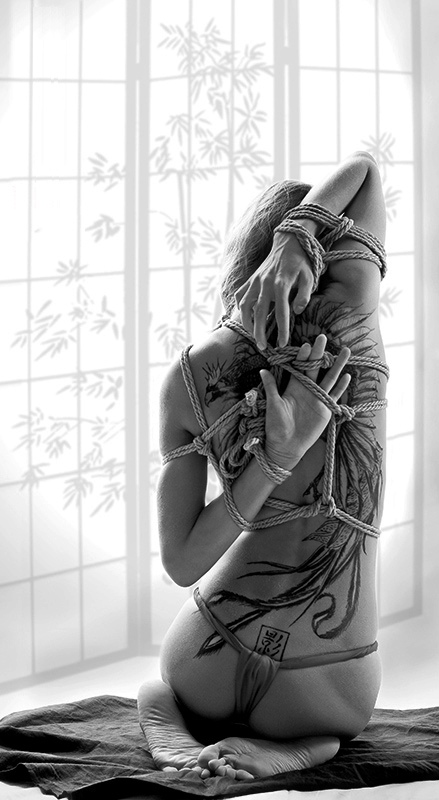
Shibari artístic

Kinbaku (緊縛) significa "nugar fortament", mentre que Kinbaku-bi (緊縛美) significa "la bellesa de nugar fortament". Kinbaku és un estil japonès del bondage en el que es nuga a una persona utilitzant patrons senzills i visualment intricats, normalment amb diverses cordes (solen ser jute, cànem o lli i generalment al voltant de 6 mm de diàmetre, però de vegades de 4 mm, i de 7 o 8 metres de llarg). En japonès, esta corda de fibra natural és coneguda com a asanawa (麻縄). El vocabulari japonès no fa distincions entre cànem i jute. L'al·lusió és per l'ús de cordes de cànem per immobilitzar presoners, com a símbol de poder, de la mateixa manera que s'utilitzen ceps o grillons, aquesta tècnica s'utilitza en contextos de BDSM occidental.

## Generalitats
Mentre que shibari defineix l'acció, el kimbaku  es refereix a l'art de l'encordament. És important ressaltar la diferència de concepte entre el shibari japonès i els cordatges d'orientació occidental (bondage), que només pretenen generalment la immobilització del subjecte. L'art del shibari no implica forçosament la immobilització i té també altres aspectes, com la qualitat estètica del conjunt corda-lligament-submisa, el pla triangular format pel mestre, la persona lligada i l'espectador (molt important en la tradició japonesa) i té, a més, molt en compte l'efecte energètic-negatiu o positiu-sobre certs punts del cos de la persona lliurada al mestre, relacionats amb els meridians energètics del cos humà segons la tradicional medicina oriental. (Midori: The Seductive Art of Japanese Bondage, 2002)

## Història

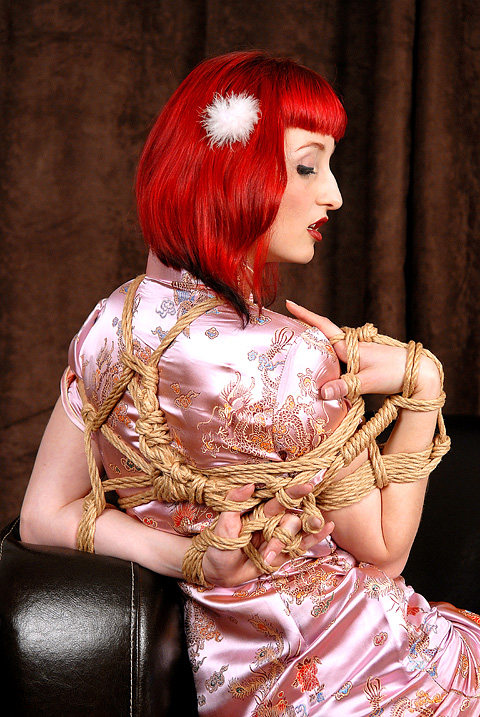
Exemple de shibari, com una forma d'art

Inventada com una tècnica de subtil i molt codificada forma de tortura i captura de presoners, que només podia ser executada i ensenyada per un guerrer samurai, el shibari es construïa per etapes, amb una considerable atenció als temps: primer s'immobilitzava el tronc, després natges i ventre, i, finalment, s'immobilitzava el cos en conjunt.
El segle xv Japó estava immers en una era de dictadura i guerres coneguda com a era Tokugawa, denominat així pel governador Tokugawa Ieyasu (1542-1616). Ja abans d'aquest període existien diverses formes, fortament ritualitzades, per atrapar i immobilitzar mitjançant cordes a un samurai enemic al mateix camp de batalla. Posteriorment, un codi punitiu de 1542 regulava l'ús de cordes a la tortura i captura d'enemics i criminals. Existien quatre formes bàsiques, que incloïen la humiliació i la incomoditat (fins a la tortura) per als presoners. Aquestes penes van desaparèixer amb el regne Tokugawa. En el període Edo (1600 - 1878) es va desenvolupar un art marcial, anomenat hobaku-jutsu, l'objectiu era atrapar i mantenir retinguts els enemics o els criminals mitjançant de cordes. Es van desenvolupar tècniques molt precises per aconseguir aquest fi (de vegades cada comunitat rural i cada família de samurais tenia les seves), de manera que en exposar a la plaça pública el presoner lligat de mans o penjat, la gent podia, observant la forma de les lligadures i el tipus de corda, deduir la classe social del reu, el crim que se li imputava i de vegades, també, l'edat i professió.
Molts experts opinen que Hojojutsu (també així anomenat) és l'autèntic precursor del shibari i, per tant, del bondage. Durant centenars d'anys, la policia japonesa (nodrida de la classe més baixa de samurais sense feina després del final del període dels Senyors de la Guerra) va emprar aquestes tècniques secretes (ningú que no fos de la casta guerrera podia veure la seva execució) per immobilitzar els criminals. Havien de seguir tres normes inviolables en executar un Hojojutsu:
- El presoner no havia de patir danys permanents
- El presoner no havia de poder escapar
- Ningú que no fos de la casta samurai havia de presenciar la seva tècnica.

Encara avui dia, la policia nipona segueix practicant sistemes de lluita com el Taihojutsu, que incorporen antigues tècniques Hojojutsu per als amarres.
Cap a finals del període Edo apareix la primera documentació sobre el shibari o bondage pròpiament dit, en forma d'imatges en les quals es mostra l'ús de la corda amb fins eròtics, possiblement a conseqüència de l'obertura del Japó medieval al món occidental, després del trencament per part de les armades rus-americanes del seu secular aïllament. Sembla el castell de Matsumoto on es pot provar l'existència dels primers dibuixos assenyalant el pas del shibari de tècnica marcial i de tortura a pràctica de refinada sensualitat. La documentació sobre el bondage japonès anterior a aquest moment és molt escassa, encara que s'esmenta en la literatura popular.
Després del xoc col·lectiu que va representar per als japonesos la pèrdua de la guerra, i amb el refiançament de les tradicions històriques nipones, a partir de la dècada dels 60, el shibari viu al Japó un període d'esplendor, que segueix perdurant. Els grans mestres de les diferents escoles, realitzen exhibicions en teatres i sales, gaudeixen d'una altíssima consideració social i tenen innombrables fans desitjant ser el seu  dorei  (submisa/o, esclava/o), considerant-se un honor ser sotmès a un shibari per part d'un dels mestres de l'art (Sanchidrian, Isacio. Apunts de Kinbaku, 1999).
A l'Estat Espanyol contemporani el principal lligador és Zor Neurobashing.

## Introducció a les pràctiques
Malgrat enfonsar les seves arrels en tècniques de tortura, el modern art dels jocs eròtics amb cordes no és en absolut cruel ni violent. Es tracta d'una pràctica totalment consensuada, amb tècniques i límits definits. Tant el shibari com el bondage, han desenvolupat estètiques i tècniques pròpies.
Els japonesos utilitzen tradicionalment cordes d'arròs o/i jute per les seves característiques de manifesta rugositat, però també es poden usar cordes de cotó de 8 a 12 mm de diàmetre i d'entre 6 i 15 metres de llarg.

### L'art japonès de l'encordament.
El bondage japonès o shibari, totalment oposat als cordatges d'orientació occidental, es construeix per etapes, amb una considerable atenció als temps: primer s'immobilitza el tronc, després les natges i el ventre, i finalment el cos en conjunt.
Com a part bàsica del nostre equipament necessitarem una o dues cordes de 7 o 8 metres. El fet de comptar amb algunes cordes curtes, de tres o quatre metres, trenca l'ortodòxia del bondage tradicional, però ens ajudarà molt al començament.
Les 3 pràctiques bàsiques són:
- Shinju: bondage de sines - les perles.
- Sakuranbo: bondage de natges - les cireres.
- Karada: bondage corporal sencer - el cos.

#### Shinju - les perles
Tres cordes curtes o una llarga i una curta
1. Embolicar el tòrax amb una de les cordes, sota els pits, mantenint una pressió constant. Lligar la corda a l'esquena, a l'esquerra de la columna vertebral.
2. Repetir l'operació amb una altra corda, però just sobre les sines, tret que s'empri una sola corda per a tot.
3. Doblegar la corda 3 i passar-la sota les altres entre els pits, creuant una o dues vegades i després portar-la cap a l'esquena formant una V. Tibar la corda a fi de sostenir i alçar els pits. Nuar novament la corda a l'esquena, però no sobre la columna vertebral.
4. La pressió mantinguda sobre les sines, els anirà fent cada vegada més sensibles, juntament amb l'estimulació dels punts del shiatsu.

#### Sakuranbo - les cireres
D'una a tres cordes
1. Es pren una corda, es doblega i es fa un nus simple per passar un llaç. El llaç es realitza sota el melic, s'enllaça la cintura i es passa els extrems de la corda pel llaç.
2. Tornar a descendir amb la corda cap als genitals, passant-lo entre els llavis majors, en el cas d'una model femenina.
3. Tornar a pujar entre les natges i nuar a la corda que cenyeix la cintura.
Les altres dues cordes s'enrotllen al voltant de dos cuixes, sota les natges, lligant sobre l'exterior de la cuixa, deixant uns trenta cm lliures. Amb aquest tros, es puja fins a l'esquena i es nua a la de la cintura. El nom d'aquesta tècnica prové de la forma d'ambdues cordes al voltant de les cuixes, que evoca un parell de cireres.

#### Karada - el cos
Cal una corda llarga
1. Es plega la corda en dos, i es passa al voltant del coll, deixant caure ambdós caps a cada costat del cos.
2. Fer un nus just per sobre dels pits, un altre entre aquests, el tercer a mig camí entre el segon i el melic, i el quart entre el melic i els genitals.
3. La corda es passa entre les cames, pujant al llarg de la columna i passant els extrems pel bucle del coll, deixant-los penjar de nou cap avall.
4. Ara se separen ambdós extrems i es porten sobre el tòrax, un per cada costat, just sota els pits.
5. Es passen sota les cordes, i es torna sobre l'esquena, fent un nus.
6. La corda es plega en dues, passant al voltant del coll, deixant caure un tros per davant de cada costat del cos.
7. Fer un nus just per sobre dels pits, un altre entre els pits, el tercer a mig camí entre el segon i el melic, i un quart nus entre el melic i el sexe.
8. Passar la corda entre les cames, pujar per tota la columna vertebral i passar ambdós caps pel bucle del coll (també es pot començar de nou cap a l'esquena, abans de passar els caps pel bucle).
9. Separar ambdós caps, portar-los sobre el tòrax, un per cada costat, just sota els pits.
10. Es passen els caps sota les cordes i es porten a l'esquena per passar-los pel bucle de l'esquena.
11.Se comença de nou aquesta mateixa operació (9 i 10) fins a la fi de la corda.

### Precaucions
- Quan es passa ràpidament una corda sobre la pell, hem de protegir per evitar cremades.
- És convenient tenir sempre a l'abast de la mà unes tisores que puguin tallar la corda en cas d'emergència.
- Mai es passa un llaç atapeït al voltant del coll de la model.
- Cal comprovar regularment les extremitats subjectes a un shibari, per comprovar que les cordes no estan massa atapeïdes.
- Una paraula de seguretat és convenient, especialment si el mestre no té experiència en l'art del shibari.
- No s'ha de practicar shibari amb models que presentin pressió baixa extrema, problemes cardiorespiratoris o de circulació sanguínia.
- I sempre ha de recordar: no es tracta d'un simple  jugar a les cordetes, de vegades les sensacions que una model pot experimentar durant una sessió de shibari poden arribar a nivells insospitats i fregar els límits d'allò màgic. Es posen en marxa "ressorts" que connecten a l'individu amb el seu costat més ocult i protegit: un terreny inexplorat que convé estudiar amb ànim tranquil i temps abundant. La model, les cordes i el mestre, formen un "triangle màgic" el resultat pot ser unes gratificants hores, un temps d'increïbles emocions... o l'èxtasi.

(Sanchidrian, Isacio. Apunts de Kinbaku, 1999)

## Lèxic
- Hojōjutsu (捕 縄 术): art marcial consistent en la immobilització de presoners, primitiu antecessor del shibari.
- Karada : l'art de realitzar un bondage «a la japonesa»
- Kotori : shibari en Suspension
- Nawa : corda
- Nawashi (縄 师): artista de la corda
- Nawashibari : lligar amb corda
- Musubime : nus
- Sakuranbo : cireres, el shibari de les natges
- Shibari (縛り): acció de bondagear a algú, literalment lligam.
- Shinju : perles, el shibari de la sina